# Kevin-Prince Boateng
Kevin-Prince Boatengⓘ [ˈkɛvɪn ˈpʁɪns boatɛŋ] (auch Kevin Prince Boateng, Kevin Boateng, Prince Boateng oder nur Prince; * 6. März 1987 in West-Berlin) ist ein ehemaliger deutsch-ghanaischer Fußballspieler. Der Mittelfeldspieler stand zuletzt bei seinem früheren Jugendverein Hertha BSC unter Vertrag.
Boateng war für Vereine der vier großen europäischen Ligen in Deutschland, England, Italien und Spanien aktiv. Er spielte zunächst in verschiedenen deutschen Nachwuchs-Nationalmannschaften, bevor er von 2010 bis 2014 15 Länderspiele für Ghana bestritt und dabei an zwei Weltmeisterschaften teilnahm. Bei der Fußball-Europameisterschaft 2021 war er für die ARD als Experte tätig, bis er einen Vertrag bei Hertha BSC unterschrieb und 2023 in die 2. Bundesliga abstieg. Mit dem Auslaufen des Vertrags bei Hertha beendete er 2023 seine Fußballlaufbahn. 2024 wurde er Spielerberater bei einer Agentur in Berlin.

## Karriere

### Vereine

#### Hertha BSC
Boateng spielte ab seinem siebten Lebensjahr – abgesehen von einem kurzen Gastspiel bei den Reinickendorfer Füchsen – bei Hertha BSC. 2003 wurde er mit Herthas U17-Auswahl deutscher B-Juniorenmeister. Im Finale setzte sie sich mit 4:1 gegen den VfB Stuttgart durch. Ein Jahr später gewann Boateng mit Hertha den DFB-Junioren-Vereinspokal durch einen Endspielsieg über den SGV Freiberg. Hermann Gerland, der damalige Nachwuchstrainer des FC Bayern München empfahl Manager Uli Hoeneß damals Boateng zu verpflichten. Dieser schloss das jedoch aus, weil Boateng im Verein seines Bruders Dieter Hoeneß spielte.
Anschließend rückte Boateng in den Amateurkader des Vereins auf, der in der Regionalliga Nord spielte. Am 13. August 2005 debütierte er beim 2:0-Sieg gegen Eintracht Frankfurt im Alter von 18 Jahren in der Fußball-Bundesliga. Kurze Zeit später kam Boateng auch erstmals im UEFA-Cup zum Einsatz; sein Debüt gab er am 24. November 2005. Am 4. Februar 2006 im Rückspiel gegen Eintracht Frankfurt erzielte er sein erstes Bundesligator. Am 14. September desselben Jahres folgte auch der erste UEFA-Cup-Treffer im Spiel gegen Odense BK.
Nachdem Boateng in der U23-Mannschaft von Hertha BSC schon mehrmals mit seinem Halbbruder Jérôme zusammengespielt hatte, standen beide am 25. Spieltag der Saison 2006/07 gegen Borussia Mönchengladbach zeitweise gemeinsam in einem Bundesligaspiel auf dem Rasen. Eine Woche später in der Partie gegen den FC Energie Cottbus standen beide in der Startelf.

#### Tottenham Hotspur
Nach zwei Bundesligaspielzeiten für die Berliner wechselte Boateng zur Saison 2007/08 für 7,9 Millionen Euro nach England zu Tottenham Hotspur. Sein Debüt in der Premier League gab Boateng am 3. November 2007 gegen den FC Middlesbrough. In seiner ersten Saison in England war er meist Ergänzungsspieler und kam zu 13 Ligaeinsätzen. Einen größeren Anteil hatte er hingegen am Gewinn des englischen Ligapokals. Im Viertelfinale gegen Manchester City (2:0) spielte er über 90 Minuten, in beiden Halbfinalspielen gegen den FC Arsenal (1:1 und 5:1) wurde er eingewechselt. Im Finale gegen den FC Chelsea fehlte er verletzungsbedingt. In seiner zweiten Premier-League-Saison kam er unter dem neuen Trainer Harry Redknapp nur zu einem Ligaeinsatz.

#### Borussia Dortmund
Anfang Januar 2009 wechselte Boateng auf Leihbasis bis zum Ende der Saison 2008/09 zu Borussia Dortmund. Insgesamt spielte er zehnmal für Dortmund; in dieser Zeit kam es auch erstmals zum Duell mit seinem Halbbruder Jérôme. Am 25. April 2009 wurde er im Spiel gegen den Hamburger SV in der 68. Minute eingewechselt; er spielte bis zur 81. Minute gegen Jérôme, als dieser ausgewechselt wurde. Kevin-Prince Boateng konnte zu den letzten beiden Saisonspielen nicht mehr antreten, da er nach einem Foul an dem Wolfsburger Makoto Hasebe vom DFB-Sportgericht gesperrt worden war. Er überzeugte zwar Trainer Jürgen Klopp mit seinen Leistungen, eine Kaufoption wurde aus finanziellen Gründen jedoch nicht genutzt.

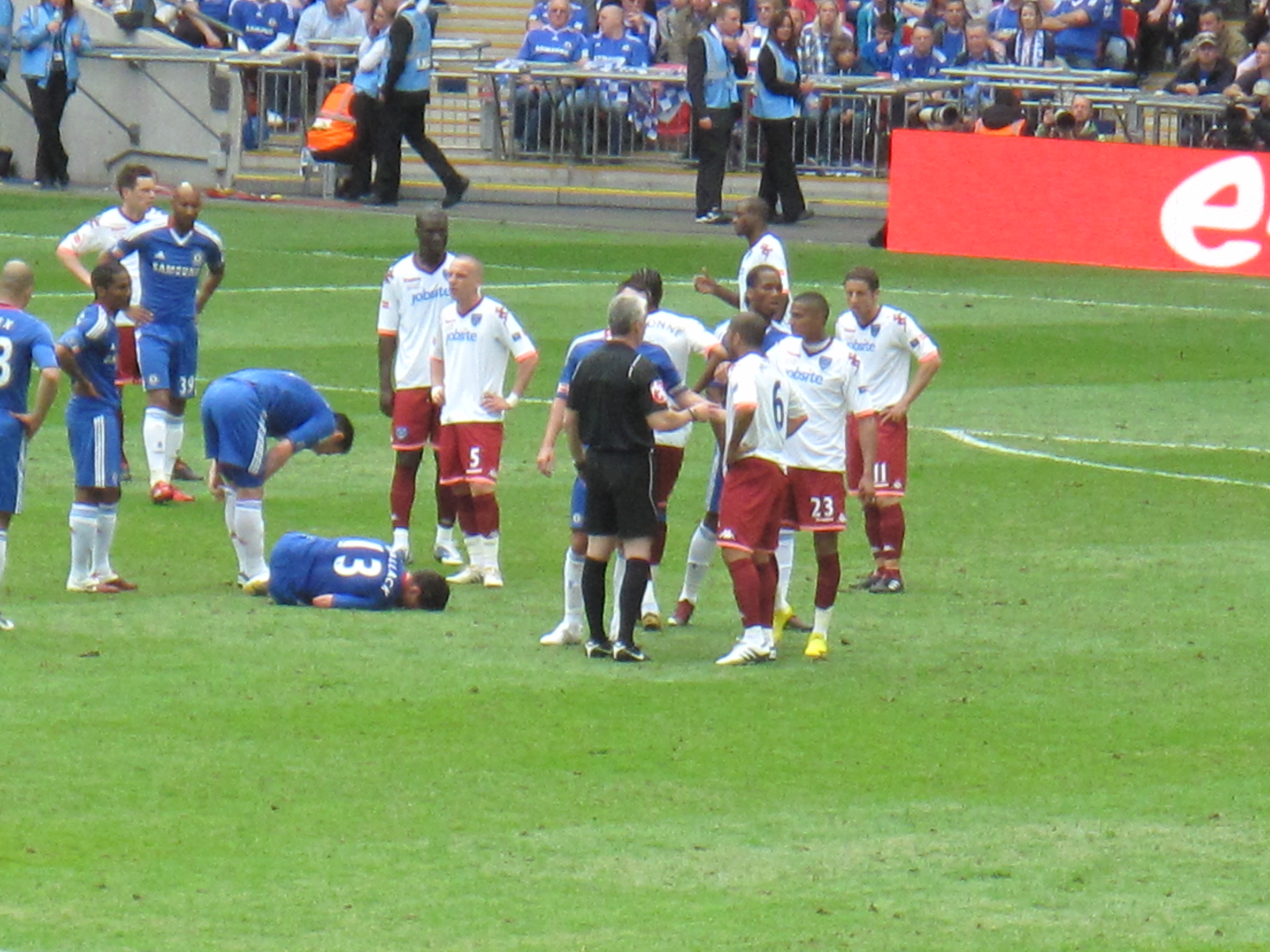
Kevin-Prince Boateng (Nummer 23) foulte Michael Ballack (am Boden liegend) im FA-Cup-Finale 2010

#### FC Portsmouth
Boateng kehrte daher zur Saison 2009/10 zunächst zu den Spurs zurück, kam dort aber nur zu einer Einwechslung beim 5:1-Sieg gegen die Doncaster Rovers in der 2. Runde des League Cup. Am 28. August 2009 wechselte er für etwa vier Millionen Pfund Ablöse zum englischen Erstligisten FC Portsmouth, bei dem er einen Dreijahresvertrag unterschrieb. In seinem ersten Ligaspiel für den neuen Klub erzielte er sein erstes Premier-League-Tor. Mit Portsmouth erreichte er auch das FA-Cup-Finale. Im Halbfinale hatte sich Portsmouth gegen Tottenham Hotspur mit 2:0 nach Verlängerung durchgesetzt; Boateng bereitete das 1:0 vor und erzielte kurz vor Schluss den Treffer zum 2:0 gegen sein ehemaliges Team. Das Finale gegen den FC Chelsea fand am 15. Mai 2010 im Wembley-Stadion statt. Portsmouth verlor gegen die Londoner mit 0:1; Boateng verschoss dabei einen Strafstoß gegen Petr Čech. Zuvor hatte er Michael Ballack gefoult, nachdem die beiden während der Partie in einer Rangelei aneinandergeraten waren, wobei Ballack Boateng mit der Hand ins Gesicht geschlagen hatte. Vom Unparteiischen der Begegnung wurde die Aktion von Ballack nicht geahndet, Boateng erhielt für sein Foul die Gelbe Karte. Ballack verletzte sich so schwer, dass er nicht an der Fußball-Weltmeisterschaft 2010 teilnehmen konnte.

#### AC Mailand

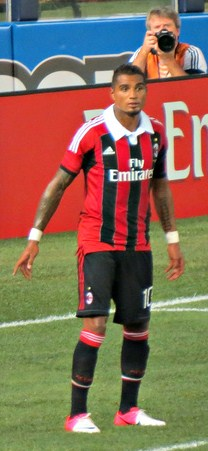
Boateng im Trikot der AC Mailand (2012)

Zur Saison 2010/11 wechselte Boateng zum italienischen Serie-A-Klub CFC Genua. Er unterschrieb einen Vierjahresvertrag, wurde jedoch sofort für eine Saison an den eigentlichen Interessenten AC Mailand, samt Kaufoption verliehen. Später wurde der Vertrag von Leihbasis auf Co-Eigner-Basis umgeschrieben.
Im Laufe der Saison spielte sich Boateng in die Stammelf der AC Milan. Sein erstes Spiel in der Serie A absolvierte er am 29. August 2010. Er wurde in der 76. Minute für Alexandre Pato eingewechselt und legte Filippo Inzaghi den Treffer zum 4:0-Endstand auf. Am 15. September 2010 bestritt er sein erstes Spiel in der UEFA Champions League. Gegen AJ Auxerre wurde Boateng in der 15. Minute für den verletzten Massimo Ambrosini eingewechselt und bereitete den Führungstreffer von Zlatan Ibrahimović vor. Das Spiel endete mit 2:0 für die AC Mailand. Sein erstes Serie-A-Tor erzielte er am 4. Dezember 2010 beim 3:0-Heimsieg über Brescia Calcio. Durch das 0:0 am 36. Spieltag gegen den AS Rom sicherte sich Boateng mit der AC Mailand vorzeitig den italienischen Meistertitel 2011. Es war sein erster Meistertitel im Profibereich. Die AC Mailand nutzte am Saisonende die Kaufoption.
Im Mai 2011 übernahm die AC Milan die restlichen 50 % der Transferrechte von Boateng für eine Ablösesumme, die ersten Angaben zufolge bei etwa sieben Millionen Euro gelegen haben soll. Am 6. August 2011 gewann Boateng mit der AC Milan den italienischen Supercup gegen den Pokalsieger Inter Mailand. Er erzielte dabei das Tor zum 2:1-Endstand. Am 23. Oktober 2011 wurde er im Auswärtsspiel bei US Lecce beim Stand von 0:3 aus Sicht der Mailänder nach der Halbzeitpause für Robinho eingewechselt und erzielte innerhalb von 14 Minuten einen Hattrick zum 3:3-Ausgleich (Endstand 4:3 für Mailand). Vier Tage zuvor hatte er im Champions-League-Gruppenspiel gegen BATE Baryssau seinen ersten Treffer in der Königsklasse erzielt.
Zur Saison 2012/13 bekam Boateng die prestigeträchtige Rückennummer „10“, nachdem Vorgänger Clarence Seedorf die AC Mailand in Richtung Botafogo FR verlassen hatte und der für das Trikot vorgesehene Zlatan Ibrahimović bei Paris Saint-Germain unterschrieben hatte.
Anhaltende rassistische Beleidigungen gegen dunkelhäutige Spieler der AC Mailand bewogen Boateng am 3. Januar 2013 in Busto Arsizio, sich mehrfach beim Schiedsrichter des gerade laufenden Freundschaftsspiels gegen den Viertligisten Aurora Pro Patria zu beschweren, ohne Gehör zu finden. In der 26. Minute des Spiels stoppte Boateng beim Dribbeln, nahm den Ball in die Hand, schoss ihn in Richtung der Tribüne, von der die Beleidigungen kamen, zog sein Trikot aus und ging vom Feld. Die anderen Milan-Spieler folgten ihm, ihr Mannschaftskapitän winkte sie vom Platz, das Spiel war zu Ende. „Ein großer Mann“, befand Italiens Nationaltrainer Cesare Prandelli, „ein großer Klub, eine große Lehre“ befand der Corriere dello Sport. Boatengs Reaktion und die Solidarität seiner Mitspieler erfuhren national und international viel Aufmerksamkeit und wurden als wichtiger Schritt gegen Rassismus in Fußballstadien gewertet.
Sein letztes Spiel für die Mailänder bestritt Boateng am 28. August 2013. Im Champions-League-Qualifikationsrückspiel gegen den PSV Eindhoven sicherte Boateng mit zwei Toren den 3:0-Sieg und damit die Teilnahme der Italiener an der Champions-League-Saison 2013/14.

#### FC Schalke 04
Am 30. August 2013 verpflichtete ihn der FC Schalke 04 und stattete ihn mit einem Vierjahresvertrag und dem Trikot mit der Rückennummer „9“ aus. Nach über vier Jahren (zuletzt am 12. Mai 2009 für Borussia Dortmund) bestritt Boateng am 31. August 2013 (4. Spieltag) beim 2:0-Sieg im Heimspiel gegen Bayer 04 Leverkusen wieder ein Bundesligaspiel. Am 14. September 2013 schoss er im Auswärtsspiel beim 1. FSV Mainz 05 sein erstes Tor für den FC Schalke 04. Nur vier Tage später erzielte er gegen Steaua Bukarest in der Champions-League-Gruppenphase sein erstes Tor für die Schalker in diesem Wettbewerb. Am 9. November 2013 (12. Spieltag) im Bundesligaspiel gegen Werder Bremen erzielte er nicht nur seinen ersten Doppelpack für den FC Schalke 04, sondern auch – zum ersten Mal in seiner Karriere – in einem Spiel zwei Tore mit dem Kopf.
Nach der 0:2-Niederlage gegen den 1. FC Köln am 10. Mai 2015 in der Bundesliga wurden Boateng und Sidney Sam von Sportvorstand Horst Heldt freigestellt. Im Sommer scheiterten mehrere Wechselversuche. Während Sam, bei dem ein Wechsel ebenfalls gescheitert war, zur neuen Saison wieder zum Trainings- und Spielbetrieb zugelassen wurde, blieb Boateng auch unter dem neuen Trainer André Breitenreiter suspendiert. Die Trikotnummer „9“ wurde an den Neuzugang Franco Di Santo vergeben.

#### Rückkehr zur AC Mailand
Um sich nach seiner Suspendierung fit zu halten, nahm Boateng ab Oktober 2015 am Training seines Ex-Klubs AC Mailand teil und kam dort Anfang November auch in einem Testspiel zum Einsatz. Nachdem sich Boateng und der FC Schalke 04 auf eine Vertragsauflösung zum Jahresende geeinigt hatten, stattete ihn die AC Mailand mit einem Vertrag bis zum Ende der Saison 2015/16 aus. Sein Comeback im Trikot von Milan gab Boateng am 9. Januar 2016, als er beim 1:1-Unentschieden gegen die AS Rom in der 56. Spielminute für Luiz Adriano eingewechselt wurde. Sein erstes Ligator gelang ihm am 17. Januar 2016 (20. Spieltag), als er beim 2:0-Heimsieg über die AC Florenz kurz vor Schluss den Endstand erzielte. Sein zum Saisonende auslaufender Vertrag wurde nicht verlängert.

#### UD Las Palmas
Am 1. August 2016 gab die UD Las Palmas die Verpflichtung von Boateng bekannt. Seinen ersten Treffer in der Primera División feierte Boateng bereits am ersten Spieltag der Saison beim 4:2-Auswärtssieg gegen den FC Valencia. Mit diesem Treffer war er erst der sechste Spieler, der es geschafft hatte, in den großen Ligen in Europa (Bundesliga, Premier League, Serie A, Primera División) einen Treffer zu erzielen. Bei den Spaniern wechselte Boateng häufig zwischen der Position des zentralen Mittelfeldes sowie des Mittelstürmers. In der Saison 2016/2017 erzielte der gebürtige Berliner zehn Ligatore sowie fünf Torvorlagen.

#### Eintracht Frankfurt
Mitte August 2017 wechselte Boateng zu Eintracht Frankfurt und unterschrieb beim Bundesligisten einen Dreijahresvertrag. Sein Debüt für die Frankfurter gab er am 20. August 2017 (1. Spieltag) beim torlosen Unentschieden im Auswärtsspiel gegen den SC Freiburg mit Einwechslung für Daichi Kamada in der 67. Minute. Für die Eintracht war Boateng zumeist auf seiner Stammposition im zentralen Mittelfeld im Einsatz. Sein erstes Bundesligator nach über dreieinhalb Jahren erzielte er am 9. September 2017 (3. Spieltag) beim 1:0-Sieg im Auswärtsspiel gegen Borussia Mönchengladbach mit dem Siegtreffer in der 13. Minute. Im Mai 2018 gewann Boateng mit der Eintracht nach einem 3:1-Sieg gegen den FC Bayern München den DFB-Pokal.

#### US Sassuolo Calcio
Anfang Juli 2018 wechselte Boateng zur US Sassuolo Calcio. Wie bereits bei seinem Jahr in Spanien agierte Boateng für die Italiener zumeist als Mittelstürmer und steuerte in der Hinrunde der Saison 2018/19 vier Ligatore sowie zwei Torvorlagen in 13 Serie-A-Einsätzen bei.

#### FC Barcelona
Am 21. Januar 2019 wechselte Boateng bis zum Saisonende auf Leihbasis zum FC Barcelona. Anschließend hatte der FC Barcelona die Option, für acht Millionen Euro die Transferrechte an Boateng zu erwerben. Er wurde vom Cheftrainer Ernesto Valverde in der Liga dreimal aufgestellt und hatte einen Einsatz im spanischen Pokal. Mit dem FC Barcelona wurde er spanischer Meister. Nach Ende des Leihgeschäfts verließ er den Verein.

#### AC Florenz
Nach dem Leihgeschäft und der Rückkehr zur US Sassuolo Calcio wechselte Kevin-Prince Boateng zur Saison 2019/20 zur AC Florenz, seinem zwölften Verein in seiner Profikarriere. Das Pflichtspieldebüt für Florenz gab Kevin-Prince Boateng bereits am ersten Spieltag der Serie A, als er in der 62. Spielminute für Dušan Vlahović gegen den SSC Neapel eingewechselt wurde. Boateng erzielte kurz nach seiner Einwechslung den Treffer zum zwischenzeitlichen 3:3 Ausgleich, das Spiel ging jedoch mit 3:4 verloren.

#### Beşiktaş Istanbul
Nach 14 Ligaeinsätzen (ein Tor) sowie einem Spiel im Pokal für Florenz wurde der Offensivspieler bis zum Saisonende in die türkische Süper Lig an Beşiktaş Istanbul verliehen. Nach elf Einsätzen mit drei Treffern und einem dritten Platz in der Süper Lig, welcher zur Teilnahme an der zweiten Qualifikationsrunde der UEFA Champions League berechtige kehrte Boateng nach Saisonende zum AC Florenz zurück.

#### AC Monza
Im September 2020 wechselte Boateng zum italienischen Zweitligisten AC Monza. Für die Italiener erzielte Kevin-Prince Boateng in 24 Einsätzen fünf Tore und bereitete vier weitere Treffer vor. Mit einem dritten Platz in der Liga qualifizierte sich die AC Monza für die Aufstiegs-Play-offs, schied jedoch im Halbfinale gegen die AS Cittadella mit 2:3 (nach Hin- und Rückspiel) aus.

#### Rückkehr zu Hertha BSC
Zur Saison 2021/22 kehrte Boateng nach 14 Jahren zu Hertha BSC zurück. Er unterschrieb einen Einjahresvertrag und traf auf den Sport-Geschäftsführer Fredi Bobic, der ihn bereits 2017 zu Eintracht Frankfurt geholt hatte.
Hertha BSC vollzog in der Spielzeit 2021/2022 einen großen Umbruch mit vielen Abgängen und Zugängen. Der Verein befand sich von Beginn an im Abstiegskampf. Kevin-Prince Boateng hatte immer wieder mit konditionellen Problemen zu kämpfen, weswegen er oft nur als Ergänzungsspieler fungierte und sein Einfluss in der Kabine und im Training auf die Mannschaft herausgestellt wurde.
Herthas dritter Trainer in dieser Spielzeit, Felix Magath, sagte, dass Boateng der einzige Führungsspieler im Kader der Hertha sei. Seine Einsatzzeiten blieben auch unter Magath dosiert, jedoch spielte er wenn dann überwiegend in der Startelf. Nach dem erfolgreichen Relegationsrückspiel gegen den Hamburger SV gab Magath zu, dass Boateng großen Einfluss auf die Taktik und Aufstellung in diesem Spiel genommen hatte. Bei der Sicherung des Klassenerhalts wurde Boateng erst in der 90. Minute ausgewechselt. Es war sein längster Pflichtspieleinsatz seit seiner Rückkehr.
Vor der Saison 2022/23 wurde sein auslaufender Vertrag um ein Jahr verlängert.

### Nationalmannschaft

#### Deutschland
Der Mittelfeldspieler durchlief alle Jugendnationalmannschaften Deutschlands, bis auf die U18, die er übersprungen hat. Sein Tor von der Mittellinie, das er am 20. Juli 2005 beim Spiel der deutschen U19 gegen Griechenland zum 3:0 erzielte, wurde zum Tor des Monats gewählt. Am 6. Oktober 2006 debütierte Boateng in der U21 beim EM-Qualifikationsspiel in England (0:1). Boateng, der seit dem Turnier von Toulon im Jahr 2007 von Trainer Dieter Eilts nicht mehr berücksichtigt worden war, gab unter dem neuen U21-Trainer Horst Hrubesch sein Comeback. Hrubesch nominierte ihn auch für den vorläufigen Kader für die U21-Europameisterschaft 2009 in Schweden. Allerdings musste Boateng im Laufe der Vorbereitung verletzungsbedingt absagen.

#### Ghana
Am 24. Juni 2009 gab Boateng bekannt, dass er ab sofort für die ghanaische Fußballnationalmannschaft auflaufen wolle, da er für sich keine Perspektive in der deutschen Mannschaft sehe. Während Boateng noch auf die Zustimmung der FIFA wartete, nominierte ihn Ghanas Fußballverband schon unter Vorbehalt für den Afrika-Cup 2010. Eine Teilnahme war aber wegen der ausstehenden FIFA-Entscheidung nicht möglich. Am 7. Mai 2010 wurde Boateng in den vorläufigen WM-Kader von Ghana berufen. Verbandsvizepräsident Fred Pappoe ging von einer Entscheidung der FIFA noch vor der Weltmeisterschaft aus. Diese kam auch rechtzeitig und so wurde Boateng am 30. Mai 2010 in den endgültigen WM-Kader Ghanas berufen. Am 5. Juni 2010 bestritt er in der Partie gegen Lettland sein erstes Länderspiel für Ghana.
Bei der WM 2010 in Südafrika nahm Boateng die Position des verletzten Michael Essien im zentralen Mittelfeld ein. Im letzten Gruppenspiel gegen Deutschland traf er u. a. auf seinen Halbbruder Jérôme. Es war das erste Duell zweier Halbbrüder bei einer Fußball-Weltmeisterschaft. Ghana überstand trotz der Niederlage gegen Deutschland als einziges afrikanisches Team die Gruppenphase. Am 26. Juni 2010 erzielte Boateng im Achtelfinalspiel gegen die USA sein erstes Länderspieltor. Das Spiel endete mit 2:1 nach Verlängerung und Ghana feierte mit dem Einzug ins Viertelfinale den größten Erfolg der Verbandsgeschichte. Im Viertelfinale schied das Team gegen Uruguay mit 2:4 im Elfmeterschießen aus. Boateng wurde am 7. November 2010 für die Auszeichnung Afrikas Fußballer des Jahres nominiert. Die Wahl fiel nicht zu seinen Gunsten aus, er wurde jedoch in Afrikas Elf des Jahres 2010 gewählt. Auch 2011 wurde er in die Mannschaft des Jahres aufgenommen.
Am 4. November 2011 erklärte Boateng aufgrund der hohen körperlichen Belastung durch das zusätzliche Engagement, vorerst nicht mehr für Ghana auflaufen zu wollen. Doch zum WM-Qualifikationsspiel gegen Sambia am 6. September 2013 kehrte er wieder in den Kader zurück. Im Entscheidungsspiel gegen Ägypten qualifizierte Boateng sich mit Ghana für die Weltmeisterschaft 2014. Am 13. Mai 2014 wurde er in den Kader für das Turnier berufen.
Bei der WM 2014 in Brasilien begann Boateng im ersten Spiel gegen die USA zunächst auf der Bank. Nach seiner Einwechslung konnten die Afrikaner zeitweise ihren Rückstand egalisieren. Durch ein spätes Tor ging das Spiel jedoch mit 1:2 verloren. Im zweiten Gruppenspiel gegen Deutschland stand Boateng in der Startelf und spielte erneut, wie vor vier Jahren, gegen seinen Halbbruder Jérôme. Nach einer defensiv geprägten ersten Hälfte wurde er zu Beginn der zweiten Halbzeit ausgewechselt. Das Spiel endete 2:2 unentschieden.
Kurz vor dem Entscheidungsspiel gegen Portugal wurde Boateng nach einer Auseinandersetzung mit seinem Trainer James Kwesi Appiah von diesem bis auf Weiteres suspendiert. Ähnlich erging es seinem Mannschaftskollegen Sulley Muntari. Die Suspendierung, die durch „einen weißen Zettel unter der Tür“ übermittelt worden sein soll, hielt Boateng für nicht nachvollziehbar. Die gegen ihn erhobenen Vorwürfe hat er bestritten. Einen Rücktritt aus der Nationalelf Ghanas behält er sich vor.
Ghana verlor das Spiel gegen die Portugiesen mit 1:2. Mit einem Sieg hätten sich die Afrikaner für das Achtelfinale qualifiziert.

## Spielweise
Boateng war ein beidfüßiger, vielseitig einsetzbarer Mittelfeldspieler. In seinen ersten Profijahren agierte er meist auf den Außenpositionen; später wechselte er ins zentrale Mittelfeld. Dort wurde er sowohl als offensiver „Zehner“ als auch als defensiver „Sechser“ eingesetzt. Beim FC Schalke übernahm Boateng in der Zeit, als Klaas-Jan Huntelaar wegen Verletzung ausfiel, zeitweise auch die Position des Mittelstürmers.
Boatengs Spielweise zeichnete sich durch seine technische Stärke aus. So meinte sein ehemaliger Trainer Jürgen Klopp beispielsweise, Boateng beherrsche hundert Arten, einen Ball anzunehmen, und habe ein Dutzend Optionen, an einem Gegenspieler vorbeizuziehen. Dank seiner technischen Stärke und Spielübersicht war Boateng in der Lage, seine Mitspieler durch gezielte Pässe aussichtsreich in Szene zu setzen.
Boateng war, im Gegensatz zu seinem als schüchtern geltenden Bruder, auch für seine harte Gangart auf dem Spielfeld bekannt, die sich zum Beispiel in dem groben Foulspiel gegen Michael Ballack im FA-Cup-Finale am 15. Mai 2010 zeigte. Ihm wurden Charisma und Führungskompetenz zugeschrieben.

## Erfolge
Hertha BSC Jugend
- DFB-Junioren-Vereinspokal: Sieger 2003/04
- Deutsche B-Junioren-Meisterschaft: 2002/03

Tottenham Hotspur
- Englischer Ligapokal:  Sieger 2007/08

FC Portsmouth
- FA Cup: Pokalfinalist 2009/10

AC Mailand
- Italienische Meisterschaft: 2010/11
- Italienischer Supercup: 2011

Eintracht Frankfurt
- DFB-Pokal: Sieger 2017/18

FC Barcelona
- Spanische Meisterschaft: 2018/19

## Auszeichnungen
- Fritz-Walter-Medaille in Gold (U19-Spieler): 2006
- Fritz-Walter-Medaille in Bronze (U18-Spieler): 2005
- Afrikas Elf des Jahres: 2010, 2011
- Team des Jahres der Serie A: 2011
- Tor des Monats: Juli 2005
- 1LIVE Krone – Kategorie „Sonderpreis“: 2017

## Berater
Als Berater Boatengs fungierte ab 2010 Roger Wittmann, der seinerzeit auch den Transfer zur AC Mailand in die Wege geleitet hat. Am 5. Januar 2015 wurde bekannt, dass Wittmanns Agentur und Boateng sich getrennt haben.

## Familie

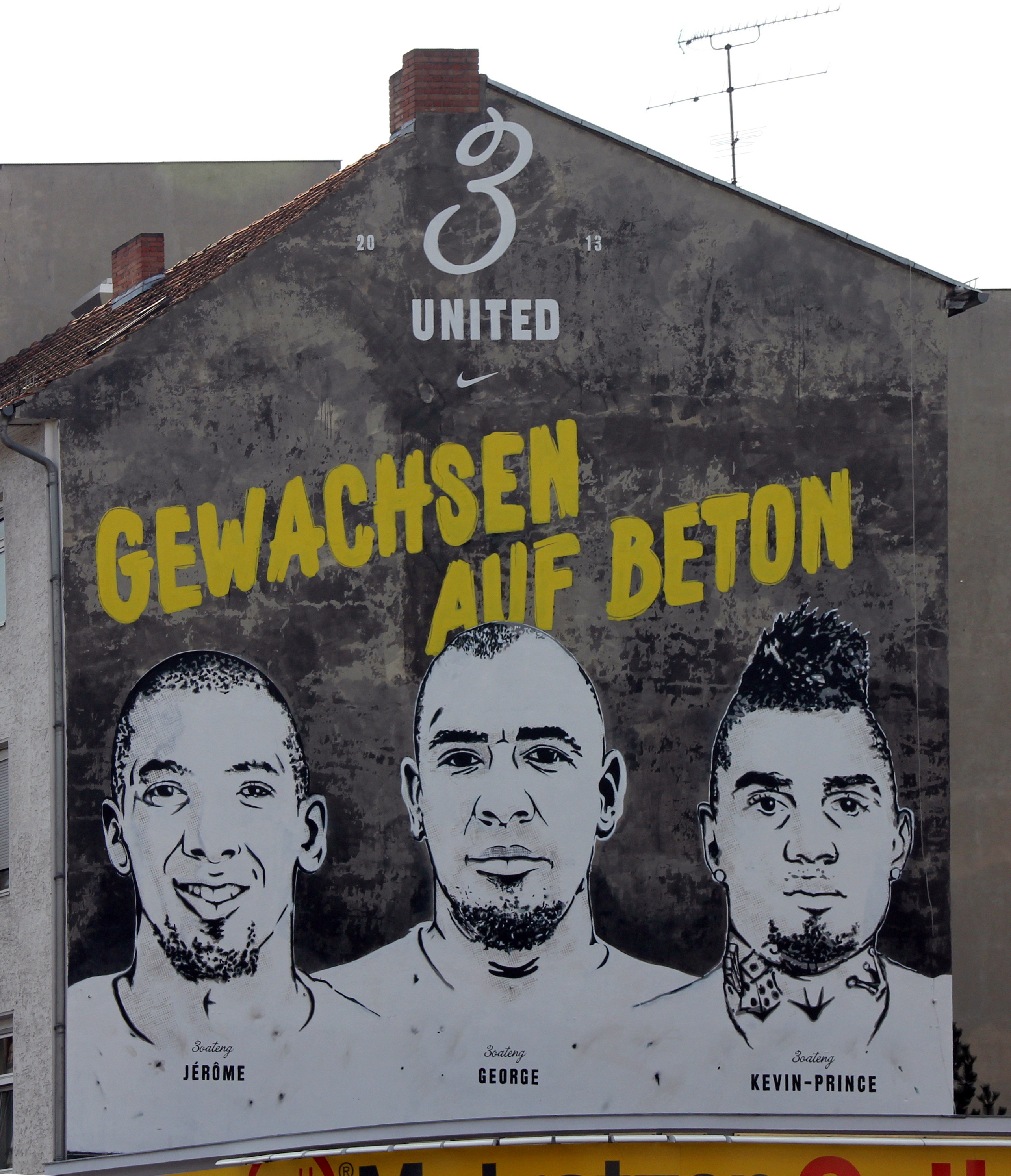
Beispiel für Guerilla-Marketing des Sportartikel-Herstellers Nike: 3 United. Gewachsen auf Beton – Wandmalerei auf einer Brandwand in Berlin-Gesundbrunnen, die Kevin-Prince Boateng (rechts) mit seinen Brüdern George (Mitte) und Jérôme (links) zeigt

Boateng sollte mit erstem Vornamen eigentlich Kelvin heißen. Allerdings wurde in der Geburtsurkunde fälschlicherweise Kevin eingetragen. Er hat eine deutsche Mutter, Christine Rahn, die beim Berliner FC Meteor 06 Fußball spielte, und einen ghanaischen Vater, Prince Boateng, der 1981 zum Studium aus Sunyani nach Deutschland gekommen war und bei den Reinickendorfer Füchsen spielte. Der Vater, ein Sprössling aus dem Clan der Aduana der Akan-Ethnien bzw. aus dem Clan der Yawhima, verließ die Familie, als Kevin-Prince anderthalb Jahre alt war. Die Mutter arbeitete in einer Keksfabrik; später war sie auf Sozialhilfe angewiesen, um die fünf Kinder durchzubringen, zwei Jungen und drei Mädchen, die sie streng erzogen hat. Sein Onkel Robert Kwabena Boateng spielte für die Nationalmannschaft Ghanas. Sein Großvater mütterlicherseits soll ein Cousin von Helmut Rahn, dem Weltmeister von 1954, sein. Boateng, somit ein Großneffe Rahns, wusste aber lange nicht, ob dies stimmt, vielmehr habe es ihm so seine Mutter erzählt. Nachdem Boateng im Juli 2005 das Tor des Monats geschossen hatte, erschien im Berliner Kurier ein Artikel, der erstmals auf die Verwandtschaft des 18-jährigen Torschützen mit Rahn hingewiesen hat.
Boateng hat über den gemeinsamen Vater einen Halbbruder, den deutschen Nationalspieler Jérôme Boateng, eine fünf Jahre jüngere Halbschwester Avelina (Teilnehmerin bei Deutschland tanzt) und einen fünf Jahre älteren Bruder, George (nicht identisch mit dem gleichnamigen Niederländer), der beim Nordberliner SC im Berliner Amateurbereich (Landesliga Berlin) aktiv war und mittlerweile als Rapper unter dem Namen BTNG bekannt ist. Die Halbschwester Avelina war bei der Präsentation des Songs Taken by a Stranger beim Eurovision Song Contest 2011 als Background-Tänzerin von Lena Meyer-Landrut zu sehen.

## Ehen
Boateng trat in seiner Jugend zum Islam über, weil seine Freunde Muslime waren. Als er im August 2007 nach vier Jahren Beziehung heiratete, war er wieder Christ geworden. 2011 trennte er sich von Jennifer Boateng, mit der er einen Sohn hat (* 2008). In der Nähe seines Sohnes sein zu können, gab Boateng als einen Grund dafür an, dass er im Sommer 2013 nach Deutschland (zu Schalke 04) zurückkehrte. Als er am ersten Weihnachtstag 2013 seinen Sohn in Kaarst besuchte, erlitt Boateng Prellungen an Hals und Rücken; ein zunächst unbekannter Mann hatte ihm beim Verlassen des Wohnsitzes seines Sohnes ins Gesicht und ihn zu Boden geschlagen. Anfang Februar 2014 berichteten Medien, dass die Polizei als Tatverdächtigen einen 28-Jährigen ermittelt habe, der sich beim Angriff auf Boateng als neuer Freund von dessen Ex-Frau ausgegeben habe.
Ab Oktober 2011 führte Boateng eine Beziehung mit der US-amerikanisch-italienischen Moderatorin Melissa Satta. 2014 wurde ihr gemeinsamer Sohn in Mönchengladbach geboren. Das Paar heiratete im Juni 2016 in Porto Cervo auf Sardinien. Im Dezember 2020 verkündeten die beiden auf Instagram ihre Trennung.
Die dritte Ehe schloss er im Juni 2022 mit dem italienischen Model Valentina Fradegrada in Radicondoli in der Toskana. Das Paar hatte sich im August 2021 kennengelernt und im Dezember 2021 verlobt. Die Trennung erfolgte im August 2023.
Anfang 2025 heiratete er die Australierin Marsi, mit der er zuvor verlobt war.

## Sonstiges
- Beim Spiel in einem „Bolzplatzkäfig“ an der Travemünder Straße und der Panke in Berlin-Gesundbrunnen erlernten die Boateng-Brüder und ihre Freunde das Fußballspielen.[99][100][101][102][103] Einen frühen Medienauftritt als Kind hatte Boateng bereits 1998, als er per Auslosung eines morgendlichen ARD-Kinderprogrammes zu einem Spiel ausgewählt wurde und dabei durch telefonische Mitwirkung den Hauptpreis, das Stofftier Petzi, gewann.[104]
- Nach eigenen Angaben spricht Boateng fünf Sprachen – neben dem Deutschen auch Englisch, Türkisch, Italienisch und Spanisch[105] – und versteht darüber hinaus zwei weitere – Arabisch und Französisch.[106]
- Boateng wurde beschuldigt, in den frühen Morgenstunden des 18. März 2009 zusammen mit Patrick Ebert insgesamt 13 Fahrzeuge im Berliner Stadtteil Wilmersdorf beschädigt zu haben. Einen Tag vor dem Prozess zog Boateng seinen Einspruch gegen einen Strafbefehl zurück, zahlte eine Geldstrafe von 56.000 Euro, und entging damit einer öffentlichen Gerichtsverhandlung.[107]
- Gesellschaftlich engagiert sich Boateng gegen Rassismus.[108] Am 21. März 2013 folgte er einer Einladung des Menschenrechtsrats der Vereinten Nationen, um in Genf an einer Veranstaltung zum Thema Rassismus und Sport teilzunehmen.[109] Dabei sagte er:[110]

„Rassismus muss aktiv bekämpft werden, er verschwindet nicht von selbst. Als ich in der Nationalmannschaft Ghanas spielte, habe ich gelernt, Malaria zu bekämpfen. Impfungen genügen nicht. Man muss die Teiche trocken legen, in denen die Malaria-Mücken gedeihen. Ich denke, dass Malaria und Rassismus vieles gemeinsam haben.“

Am 22. März 2013 lud FIFA-Präsident Sepp Blatter Boateng zur Mitarbeit in der „Task Force Anti-Rassismus“ ein. Boatengs Engagement gegen Rassismus, besonders seine weltweit beachtete Reaktion auf rassistische Publikumsäußerungen in Busto Arsizio am 3. Januar 2013, hat dazu beigetragen, dass sich sein Image als „Skandalkicker“, das ihm vor allem in Deutschland zugeschrieben wurde, verbessern konnte. Im Dezember 2017 wurde Boateng bei der 1 Live Krone für sein Engagement mit dem Sonderpreis ausgezeichnet.

## Brüder-Duelle und gemeinsame Spiele
Kevin-Prince und sein Halbbruder Jérôme spielten beide gleichzeitig in der höchsten deutschen Spielklasse, der Bundesliga. Dadurch sind sie mehrmals gegeneinander angetreten. Außerdem stießen sie 2010 und 2014 in Spielen ihrer Nationalmannschaften aufeinander. Diese Duelle fanden in den Medien und der Öffentlichkeit besondere, auch internationale Aufmerksamkeit, wobei der Bruderkampf seit 2010 zum Gegensatz zwischen Kain und Abel hochstilisiert wurde. Am Anfang ihrer Fußballerkarrieren hatten die Brüder für Hertha BSC und die deutsche U21-Nationalmannschaft gemeinsam auf dem Platz gestanden.
| Saison  | Team von Kevin-Prince | Team von Jérôme   | Wettbewerb         | Spiel                                       |
| ------- | --------------------- | ----------------- | ------------------ | ------------------------------------------- |
| 2006/07 | Hertha BSC            | Hertha BSC        | Bundesliga         | Borussia Mönchengladbach – Hertha BSC 3:1   |
| 2006/07 | Hertha BSC            | Hertha BSC        | Bundesliga         | Hertha BSC – Energie Cottbus 0:1            |
| 2008/09 | Deutschland U21       | Deutschland U21   | Freundschaftsspiel | Irland U21 – Deutschland U21 1:1            |
| 2008/09 | Borussia Dortmund     | Hamburger SV      | Bundesliga         | Borussia Dortmund – Hamburger SV 2:0        |
| WM 2010 | Ghana                 | Deutschland       | Weltmeisterschaft  | Ghana – Deutschland 0:1                     |
| 2013/14 | FC Schalke 04         | FC Bayern München | Bundesliga         | FC Schalke 04 – FC Bayern München 0:4       |
| WM 2014 | Ghana                 | Deutschland       | Weltmeisterschaft  | Deutschland – Ghana 2:2                     |
| 2014/15 | FC Schalke 04         | FC Bayern München | Bundesliga         | FC Bayern München – FC Schalke 04 1:1       |
| 2017/18 | Eintracht Frankfurt   | FC Bayern München | Bundesliga         | Eintracht Frankfurt – FC Bayern München 0:1 |
| Gesamt  |                       |                   |                    | 9 Spiele                                    |

Die Boateng-Brüder stellten 2013 in Aussicht, ihre Karriere gemeinsam bei Hertha BSC zu beenden.
Kevin-Prince kehrte 2021 zur Hertha zurück. Jérôme entschied sich nach seinem langen Engagement beim FC Bayern München jedoch für einen Wechsel ins Ausland.

## Autobiografie
- mit Christian Schommers: Ich, Prince Boateng: mein Leben, mein Spiel, meine Abrechnung. Plassen Verlag, 2015, ISBN 978-3-86470-319-5[132]